# Amer Osmanagić
Amer Osmanagić (ur. 7 maja 1989 w Janji) – bośniacki piłkarz występujący na pozycji pomocnika.